# ماميك سينجا
ماميك سينجا هو ممثل هندي، ولد في 9 مايو 1963 بمومباي في الهند.

## وصلات خارجية
- ماميك سينجا على موقع IMDb (الإنجليزية)
- ماميك سينجا على موقع قاعدة بيانات الفيلم (الإنجليزية)